# Stroganowo (stacja kolejowa)
Stroganowo (ros. Строганово) – stacja kolejowa w miejscowości Stroganowo, w rejonie gatczyńskim, w obwodzie leningradzkim, w Rosji. Położona jest na linii dawnej Kolei Warszawsko-Petersburskiej.